# بلونديل كامينغز
بلونديل كامينغز (بالإنجليزية: Blondell Cummings)‏ هي مصممة رقص أمريكية، ولدت في 27 أكتوبر 1944 في فلورنس في الولايات المتحدة، وتوفيت في 30 أغسطس 2015 في نيويورك في الولايات المتحدة بسبب سرطان البنكرياس.